# TG LA7
Il TG LA7 è il telegiornale di LA7. L'attuale direttore è Enrico Mentana.

## Storia

Fotogramma della sigla in uso dal 30 agosto 2010

Con la nascita di LA7, avvenuta il 24 giugno 2001, TMC News diventa TG LA7. Il primo direttore della testata è Gad Lerner, che per una breve stagione viene sostituito da Nino Rizzo Nervo (proveniente dal TG3). Nel 2002 alla direzione subentra Giulio Giustiniani, che dirige la testata per quattro anni. Le edizioni sono tre: la prima va in onda alle ore 12:00 (scontrandosi con l'edizione meridiana del TG3), la seconda alle 19:45 e la terza a mezzanotte circa. Successivamente, l'edizione diurna viene posticipata di mezz'ora (iniziando quindi alle 12:30, cinque minuti dopo Studio Aperto), mentre quella serale di un quarto d'ora (iniziando quindi alle 20:00, in contemporanea con il TG1 e con il TG5). Inoltre, sempre nel 2002 è introdotta un'edizione flash, Punto TG, a orari variabili.
Nel 2004, dopo il successo personale ottenuto con Omnibus, l'edizione delle 20:00 viene affidata come conduzione ad Antonello Piroso, poi promosso direttore nel 2006, che inaugura una nuova impostazione del telegiornale, improntata all'approfondimento. Si alternano alla conduzione anche Armando Sommajuolo, volto storico del notiziario di rete fin dai tempi della Telemontecarlo di Rede Globo, e Fabio Angelicchio. Oltre alla copertina che apre il notiziario, viene data voce ai telespettatori con un quotidiano televoto sui principali temi posti dall'attualità e con la presenza di un ospite in studio, per un commento a caldo delle notizie.
Dal 2 luglio 2010 la direzione di TG LA7 viene assunta da Enrico Mentana, già fondatore ed ex direttore del TG5 (l'ex direttore Piroso rimane comunque come collaboratore esterno), che dal 30 agosto 2010 torna anche a svolgere il suo ruolo di anchorman, alla conduzione dell'edizione delle 20:00. L'edizione comincia precisamente alle 19:55 con le anticipazioni; a causa di ciò, i concorrenti TG1 e TG5 hanno anche loro leggermente anticipato l'inizio di qualche minuto. Sempre in tale giorno il TG ha un nuovo studio (la cui tonalità del colore varia a seconda dell'edizione del telegiornale), una nuova sigla e una nuova veste grafica, realizzata dall'art director Alberto Traverso, che già in origine aveva disegnato il logo della rete; l'edizione diurna viene posticipata di un'ora (iniziando quindi alle 13:30, in contemporanea con l'edizione meridiana del TG1). Inoltre, iniziano le trasmissioni del TG in 16:9; quello di LA7 è il primo telegiornale nazionale italiano a trasmettere in tale formato, e anche a non avere i titoli di coda a fine edizione. Mentana lancia anche TG LA7 Morning News, un nuovo modo di fare informazione al mattino, dalle 6:00 alle 7:00 e l'edizione delle 7:30 in sostituzione di Punto TG. L'edizione delle 20:00, dal 30 agosto al 5 settembre 2010, va in onda anche in live streaming su YouTube, diventando così il primo TG in Europa a proporre tale modalità di fruizione. Con la direzione Mentana, il TG LA7 riscontra un forte aumento negli ascolti.
L'attuale direttore della testata è Enrico Mentana mentre i vicedirettori sono Pina Debbi, Edgardo Gulotta, Andrea Pancani e Gaia Tortora.
Da gennaio 2011 è possibile seguire il telegiornale tramite un'applicazione per smartphone e tablet.
Il telegiornale ha due sedi, una a Roma e l'altra a Milano, ma è trasmesso quasi sempre dagli studi romani di LA7, al terzo piano di via Umberto Novaro, 32 (studio 2).
Dal 21 febbraio 2023 va in onda in HD nativo.

## TG LA7 Sport
Il TG LA7 Sport era una testata autonoma diretta da Antonello Piroso; tra i giornalisti conduttori del TG sportivo troviamo: Ugo Francica Nava, Luca Speciale, Bruno Vesica, Daniela Comirato, Edoardo Soldati e Paolo Cecinelli.
I servizi della redazione sportiva sono trasmessi all'interno delle varie edizioni del TG LA7.

## Edizioni

### Attuali
- Edizione delle 7:40: Storicamente in onda tutti i giorni alle 7:30 con una durata di 20 minuti. Dall’11 settembre 2023 viene posticipato alle 7:40, viene eliminato il sommario e la durata si riduce a 10 minuti.
- Edizione delle 13:30: In onda tutti i giorni alle 13:30 con una durata variabile da 35 a 40-45 minuti.
- Edizione delle 18:15: In onda tutti i giorni alle 18:15 con una durata di 5 minuti. È l’unica edizione esclusiva del canale LA7d.
- Edizione delle 20:00: In onda tutti i giorni alle 20:00 con una durata di 35-40 minuti. In occasione del Palio di Siena del 2 luglio e/o del 16 agosto (di cui LA7 detiene la trasmissione in esclusiva dal 2022 al 2025), qualora la diretta da Piazza del Campo abbia la necessità di allungarsi tale edizione va in onda subito dopo la conclusione della "carriera". Il 31 dicembre di ogni anno la durata dell'edizione delle 20 si allunga fino al termine del messaggio di fine anno del Presidente della Repubblica, che viene trasmesso integralmente in diretta.
- Notte: ultima edizione del telegiornale in onda tutti i giorni a un orario variabile (alla fine dei programmi di prima o seconda serata) con una durata di 10 minuti. Va in onda in replica la mattina su LA7d alle 6:00.

### Cessate
- Punto Tg: in onda dal 2001 al 2010, era l'edizione flash del tg, fino al 2004 con varie edizioni durante la giornata. Dal 2004 al 2010 invece è andato in onda di mattina. È stato sostituito dal 30 giugno 2010 dall'edizione delle 7:40.

- Edizione delle 12:25: è andata in onda su LA7d con una durata di 5 minuti.

## Programmi e rubriche

### In onda
- Bersaglio mobile: talk show condotto da Enrico Mentana.
- Coffee Break: in onda dalle 9:40 alle 11.00, è un altro programma di approfondimento che tratta i temi della politica e dell'attualità più in generale, con ospiti in studio. Conduttrice storica della trasmissione era Tiziana Panella, che dall'edizione 2015-2016 viene sostituita da Andrea Pancani.
- Data Room: spazio d’approfondimento in onda dal 2018, condotto da Milena Gabanelli, in onda ogni lunedì nell’edizione delle 20:00.
- LA7 Meteo: rubrica meteorologica in onda su LA7 dal 24 giugno 2001, in contemporanea con la data di lancio della stessa emittente. Le informazioni meteorologiche sono trasmesse quotidianamente all'interno di Omnibus Meteo, con la conduzione del colonnello Paolo Sottocorona. Dal 2016 al 2018 andava in onda anche alle 19:55, prima dell'edizione delle 20:00 del TG, poi sostituito dalle previsioni curate da 3Bmeteo che è condotto attualmente a rotazione da Vanessa Minotti, Sofia Inglese, Clara Ventura, Paolo Corazzon ed in passato da Emma Parigi, Alessandra Tropiano. Altri aggiornamenti meteo sono presenti nelle trasmissioni Coffee Break e L'aria che tira, sempre con la conduzione di Sottocorona. Dal 2017 al 2018 l'edizione serale era presentata da Claudia Tosoni.
- Maratona Mentana: è il nome con cui vengono identificate le edizioni speciali del TG LA7 in corrispondenza di competizioni elettorali o avvenimenti politici, condotte da Enrico Mentana e caratterizzate dall'elevata durata.
- Omnibus News: va in onda tutti i giorni dalle 7 alle 7:40, è la rassegna stampa del programma. Al suo interno va in onda l'anteprima delle previsioni del tempo delle 7:50.
- Omnibus - Il dibattito: è un programma di approfondimento in onda dalle 8:00 alle 9:45. Condotto attualmente, a settimane alterne, da Alessandra Sardoni e Gaia Tortora. Si occupa dei temi più importanti del giorno, commentati in studio da ospiti politici e giornalisti, particolare attenzione viene riservata ai temi caldi della politica e dell'economia. In passato tra i conduttori vi era Andrea Pancani.
- Redazione digitale: in onda dal lunedì al venerdì nella seconda parte dell’edizione delle 13:30 e condotto da Giulia Avataneo, Vittorio Russo o Claudia Zanella.

### Non più in onda
- Altromondo: in onda la domenica nel corso del TG delle 12:30, con Ivo Mej che trattava di strani video che circolano su internet.
- Bookstore: condotto da Andrea Molino, andava in onda il sabato mattina alle 11:00.
- Morning News: andata in onda dal 2001 al 2015, inizialmente dalle 5:40 alle 8, poi dalle 6 alle 7, era un'edizione mattutina strutturata sulla falsariga di Unomattina e del TG5 Prima Pagina: vi era un rullo di notizie raccontate da voci fuori campo, seguite da una rassegna stampa, dal meteo, dall'oroscopo e dal traffico. Dal 21 settembre 2015 l'edizione viene cancellata, tuttavia le rubriche Meteo, Traffico ed Oroscopo continuano ad andare in onda.
- Cronache: in onda dal lunedì al sabato con la conduzione di Bianca Caterina Bizzarri fino al 14 giugno 2018 (fino al 5 novembre 2017 tutti i giorni) poco prima delle 14:00 con una durata di circa 15 minuti (fino al 25 ottobre 2015 durava 30/35 minuti e andava in onda alle 14:00 esatte), in coda all'edizione del TG LA7 delle 13.30, era un TG dedicato ai fatti più importanti della cronaca. Dal 26 ottobre 2015 al 14 giugno 2018 la sigla di testa è stata accorciata (avendo la stessa durata di quella di coda) e il sommario di apertura è stato rimosso. Dalla stagione televisiva 2018-2019, visto l'allungamento dell'edizione delle 13:30 del TG LA7 fino alle 14:10 circa, la rubrica ha cessato definitivamente la sua messa in onda.
- Effetto Reale.
- Film evento: condotto da Enrico Mentana.
- La corsa al voto: in onda dal 1º al 31 agosto 2022 ogni lunedì e mercoledì in vista delle elezioni del 25 settembre successivo e condotto da Paolo Celata con Alessandro De Angelis e Silvia Sciorilli Borrelli.
- L'ultima parola: in onda nel settembre 2022 e nel giugno 2024 in vista delle elezioni successive e condotto da Enrico Mentana. L'ultima parola era già stato trasmesso dal 2010 al 2013 ed era andato in onda su Rai 2, ed era condotto da Gianluigi Paragone.
- Night Desk: in precedenza nota come Omnibus Notte, era un approfondimento notturno ai temi più importanti della giornata andato in onda dal 2013 al 2014. Gli scarsi ascolti hanno fatto sì che venisse chiuso dopo due anni di messa in onda. Era condotto a settimane alterne da Flavia Fratello e Edgardo Gulotta.
- Omnibus Life: magazine sostituito da Coffee Break che andava in onda nella sua stessa fascia oraria. Era condotto da Tiziana Panella e Armando Sommajuolo con la partecipazione di Enrico Vaime.
- Portamonete: spazio che parlava di economia. Era a cura di Claudio Pavoni.
- TG LA7 - Diario politico: In onda dal 12 al 26 ottobre 2022 dal lunedì al sabato dalle 17:00 alle 20:00 e condotto da Enrico Mentana con Franco Bechis, Tommaso Labate, Agnese Pini, Dario Fabbri e Alessandro De Angelis in vista della nascita del nuovo governo.
- TG LA7 - Diario di Guerra: in onda dal 24 febbraio al 3 giugno 2022 dalle 17:00 alle 20:00, il 23 giugno 2022 in prima serata, il 21 febbraio alle 17:00 e nuovamente l’8 ottobre 2023 alle 18:00, condotto da Enrico Mentana con Dario Fabbri.

- V-ictory: rubrica del TG LA7 Sport con Paolo Colombo e gli avvenimenti che hanno fatto la storia dello sport.
- Speciale bollettino coronavirus: in onda da marzo a maggio 2020 per seguire la conferenza della protezione civile e la conferenza web della Regione Lombardia per aggiornare i telespettatori sull’andamento della situazione della pandemia per poi comunicarne i dati ufficiali. Andato in onda dalle 17:00 fino al termine delle conferenze condotto dal direttore Enrico Mentana dal lunedì al venerdì e da Paolo Celata o Edgardo Gulotta il sabato e la domenica con ospiti in collegamento.

## Ascolti
- Al 2011, il pubblico del tg era costituito per il 54% da donne e per il 46% da uomini, residenti principalmente al Nord-Est e al Centro, dove il tg supera la media dell'11%[7].
- Tra i laureati il tg ottiene una media di share pari al 21,66%.
- L'8 novembre 2011 il TG La7 delle 20:00 realizza il record storico di ascolti pari alla media del 14,58% di share e 4.012.000 telespettatori[8].
- Il voto medio del 96% del pubblico di LA7, sul proprio livello di soddisfazione riguardo al TG LA7, risulta pari a 7,9.[9]

## Pubblicazioni
- Stefano Buccafusca, Telecenerentola. Da Telemontecarlo a LA7: la sfida avventurosa della tv antiduopolio. Prefazione di Enrico Mentana, Centro di Documentazione Giornalistica, Roma, 2013.

## Premi e riconoscimenti
- Premio giornalistico televisivo Ilaria Alpi 2004 al giornalista Damiano Ficoneri per il reportage La tosse di Ground Zero, curato dalla testata Effetto Reale e dedicata alle malattie che hanno colpito coloro i quali operarono presso le rovine delle Torri Gemelle dopo gli attentati dell'11 settembre 2001.
- Premio TV Etica 2008[10].
- Premio Regia Televisiva 2011 categoria Migliore TG.
- Premio Regia Televisiva 2012 categoria Migliore TG.
- Premio Regia Televisiva 2013 categoria Migliore TG.

## Direttori
| Direttore          | Periodo                              |
| ------------------ | ------------------------------------ |
| Gad Lerner         | 24 giugno 2001 - 19 settembre 2001   |
| Nino Rizzo Nervo   | 20 settembre 2001 - 22 novembre 2001 |
| Giulio Giustiniani | 23 novembre 2001 - 8 giugno 2006     |
| Antonello Piroso   | 9 giugno 2006 - 1° luglio 2010       |
| Enrico Mentana     | dal 2 luglio 2010                    |